# Nacionalni stroj
Nacionalni stroj bila je neonacistička organizacija u Srbiji sa sjedištem u Vojvodini. Odgovorna je za nekoliko incidenata još od 2005. Krajem te godine podignute su optužnice protiv 18 ključnih osoba u Novom Sadu, a osumnjičenicima je prijetila kazna do osam godina zatvora. Organizacija je zabranjena u Srbiji 2011.